# Cidadela

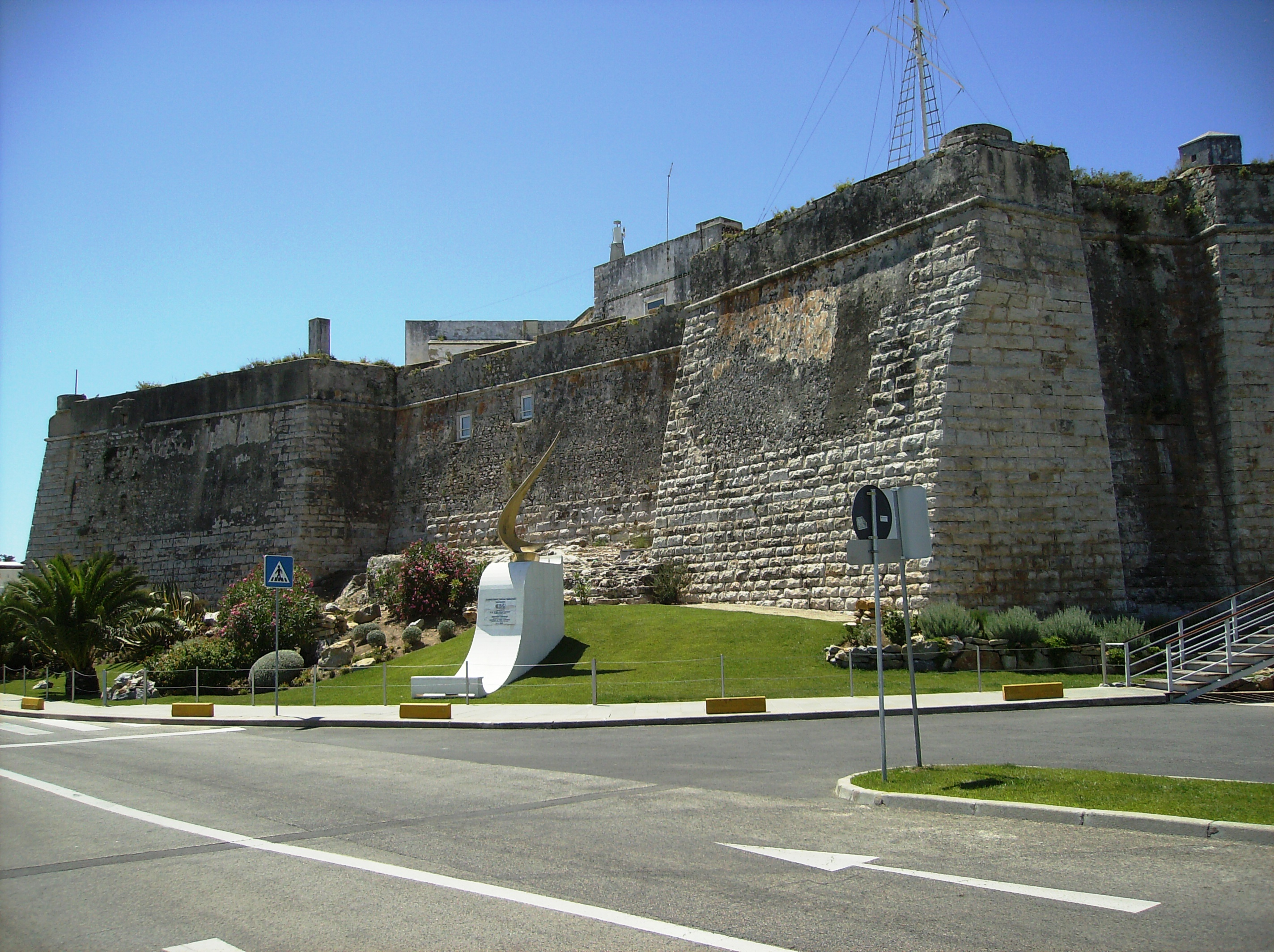
Baluartes da Cidadela de Cascais, Portugal.

Portão de entrada da cidadela de Jaca, na Espanha.

Cidadela é qualquer tipo de fortaleza ou fortificação construída em ponto estratégico de uma cidade, visando sua proteção. A cidadela pode, por vezes, incorporar parcial ou totalmente um castelo existente nesta cidade.

## Origem
A palavra "cidadela" vem de civitas, uma das palavras em latim para "cidade", e alguns dos primeiros exemplos históricos indicam que eram construídas originalmente de maneira a proteger uma guarnição ou poder político dos próprios habitantes da cidade que ela defendia, projetados para assegurar a lealdade dos cidadãos que defendiam.

## Exemplos
Um destes exemplos é Barcelona, onde uma grande cidadela foi construída em 1714 para intimidar os catalães contra qualquer repetição das revoltas contra o governo central espanhol ocorridas no meio do século XVII e início do século XVIII. No século XIX, quando a cidade já havia se liberalizado politicamente o bastante, o próprio povo de Barcelona derrubou a cidadela e a transformou no principal parque da cidade, o Parc de la Ciutadella. Outro exemplo semelhante é a Citadella, em Budapeste, na Hungria. A Citadelle de Quebec ainda sobrevive, e é a maior cidadela ainda em uso oficial por forças militares na América do Norte, depois de mais de duzentos anos de existência.
As cidadelas mais antigas foram construídas pela civilização do vale do Indo, onde a cidadela representava uma autoridade centralizada. Há alguma controvérsia, no entanto, sobre o real propósito destas cidadelas; embora elas possuíssem muros, ainda não se tem certeza sobre o propósito defensivo destes muros, ou se eram simplesmente uma maneira de desviar água de enchentes e inundações causadas pelas cheias do Indo.
Na Grécia Antiga a cidadela, que era chamada de acrópole (literalmente "cidade alta", em grego), era uma presença eminente constante na vida do povo da cidade, servindo como refúgio e fortaleza em situações de perigo, armazém de mantimentos militares e alimentícios, santuário de determinados deuses e palácio real. Na Idade Média a cidadela era a última linha de defesa de um exército sitiado, frequentemente defendida mesmo depois que a cidade já havia sido conquistada, e oferecia abrigo às pessoas que moravam nas áreas rurais em volta das cidades.